# Стефан Белёвский
Стефан Белёвский († после 1692, Лоев) — один из заметных деятелей российского старообрядчества конца XVII века, основатель слободы Митьковка (ныне село в Климовском районе Брянской области).

## Биография
По своему происхождению — потомственный приходской священник из города Белёва (ныне Тульская область). Примерно в 1660-х годах Стефан знакомится с Московским Морозовским кружком ревнителей благочестия. Возможно, здесь же он знакомится и с протопопом Аввакумом. В конце 1660-х годов Стефан часто посещает дом Морозовых, в Москве же он знакомится с московским священником Козмой, служившим в Церкви Всех Святых, что на Кулишках.
В 1669—1670 гг. Стефан Белёвский вместе с сыном Димитрием и некоторыми белёвскими жителями уезжает в Стародубье к Козме Московскому, поселившемуся в местечке Понуровка на реке Ревне, и основывает неподалёку слободу Митьковка. Священники Козма и Стефан отправляли в этой слободе все службы и требы, кроме литургии, так как не было освящённого храмового алтаря.
После неудачного выступления стрельцов в Москве в 1682 году, правительство царевны Софьи издало указ о сыске и высылке беглых людей, живущих в Стародубье. Козма и Стефан со своими единомышленниками решают уйти в Польшу, на Ветку. В Ветковской слободе была построена часовня, в которой совместно служили Козма Московский и Стефан Белёвский.
В начале 1690-х годов Стефан выступает против установки на Ветковском Храме колоколов, которые, по его мнению, своим звоном могут выявить потаенные поселения и навлечь беду. Эти и другие разногласия привели к уходу Стефана Белевского с Ветки. Поселился он в слободе Карпова недалеко от Лоева, где и умер после 1692 г.
При смерти детем своим духовным ни о чем тако наказоваше, точию о сем, да блюдутся новин и древния церкве предания опасно да соблюдут, и глагола, да всячески от новаго рукоположения сохранят себе, и да изволят тако умрети, нежели от тех действа приятниками быти. И в том наказании отъиде на вечную жизнь, о чем мнози свидетели и доднесь обретаются».